# 崔萍 (1938年)
崔萍（1938年—），原名崔秀兰，香港女歌手，亦是歌曲《今宵多珍重》和《南屏晚钟》的原唱者。在二十世紀五六十年代的香港，崔萍是很有名的歌星，有“抒情歌后”及“金鱼美人”的美誉。

## 生平
1938年出生于黑龙江省哈尔滨，父亲是一位商人，祖籍江苏，于1950年13岁时随父母来港定居，爱好唱歌，并从“丽的呼声”电台的歌曲节目中接触到了国语流行歌曲，并对流行歌曲产生了深厚的兴趣，并喜欢张露，白光等国语歌手，1953年，15岁的崔萍在一次大華飯店夜总会的聚会上被邀请唱歌，夜总会老板对她印象深刻，并和她签署了合同，崔萍开始了她的歌唱生涯。崔萍也尝试在邵氏公司中当电影明星，1954年，由黄卓汉主办的自由电影公司在香港招取新人，她和后来成为红星的林翠、丁莹等同时被录取，由于其父的反对，她只出演了一部由邵氏制作的电影，所以她后来还是决定把重心放在歌唱事业上。
1956年，崔萍的声音和才华给词曲作家王福龄留下了深刻的印象，受到了王福龄的赏识。王福龄介绍崔萍进入李厚襄主持的飞利浦唱片公司，并演唱了《今宵多珍重》、《梦里相思》（崔萍唱紅；首唱者為鄧白英）、《相思河畔》（崔萍唱紅；首唱者為顧媚）、《南屏晚钟》、《心戀》等歌曲。1959年崔萍轉投百代唱片，1964年，崔萍到新加坡、吉隆坡等地开演唱会，一开就是八个月。因为她的天分，很快就成了香港盛极一时的歌星，是薪酬最高的歌手，而且她新录制的唱片也比以前受欢迎。
她的表演范围包括在夜总会、港台及东南亚，不久，她又和另两位歌手静婷和蓓蕾遂出了三重唱，三人演唱了夜来香、香格里拉、今天不回家等歌曲。1971年，崔萍为了照顾家庭及儿女，毅然宣布退出歌坛。她的欢送会被电视转播，同时也出版了关于她的杂志。1970至1971年，她得到了三个音乐奖项。
1997年，她、静婷、吴莺音和刘韵举办了4次成功的“黄金音乐会”。2004年，作家黄霑邀请她参见自己的夜总会电视节目，她也因此再次唱歌。

## 家庭
崔萍約於50年代中嫁與其第一任丈夫——一名夜總會樂師，兩人育有一女，但婚姻僅維持數年即離異。1964年她嫁與第二丈夫江宏，他是邵氏公司的配音员，他也经常和静婷唱二重唱。江宏夫妇育有三个孩子，两个女儿和一个儿子（1970年的报道），江宏于1993年去世。1997年崔萍嫁與第三任丈夫汪先生後移居上海。
在她的空闲时间里，她也会唱唱京剧。